# Santolina melidensis
Santolina melidensis es una especie de arbusto perenne con flor de la familia de las Asteraceae, que es endémica en las cuencas del río Ulla y su afluente el río Seco, en los límites entre los municipios de Santiso en la provincia de La Coruña y Palas de Rey en la provincia de Lugo. No se conocen otras poblaciones.
Puede llegar a una altura de 30 cm y sus flores son amarillo-anaranjadas. Sobrevive en suelos de poca fertilidad, con alto contenido de magnesio y elementos tóxicos.
Deriva de la Santolina semidentata.